# Adalbert Zafirov
Adalbert Ivanov Zafirov (bolgár nyelven: Адалберт Зафиров) (Szófia, 1969. szeptember 29. –) bolgár válogatott labdarúgó, edző.

## Pályafutása
1992 és 1998 között volt a bolgár labdarúgó-válogatott tagja 6 mérkőzésen. A válogatott tagjaként részt vett az 1998-as világbajnokságon.
2010-ben segédedzőként dolgozott a CSZKA Szofija együttesénél, de miután Ioan Andonet menesztették átvette a csapatott a szezon végéig. 2012 szeptemberében Sztefan Genov lemondott és őt nevezték ki vezetőedzőnek. December közepén menesztették. 2014 decemberében a Botev Vraca edzője lett, de 2015 áprilisában lemondott.

## Sikerei, díjai
- CSZKA Szofija
  - Bolgár bajnok: 1989–90, 1996–97, 2004–05
  - Bolgár kupa: 1997, 1999
- Lokomotiv Szofija
  - Bolgár kupa: 1995